# Dr. Constantin Rădulescu Stadion
A Dr. Constantin Rădulescu Stadion, más néven CFR-stadion vagy vasutas stadion labdarúgó-stadion Kolozsváron a Fellegvár negyedben, a Kolozsvári CFR csapatának otthona. 

## Története
A stadiont 1973. július 29-én avatták fel a megyei és helyi párt- és állami vezetők jelenlétében. Az első mérkőzésen a CFR 2:1 arányban győzte le a kubai válogatottat.
Miután a csapat 2004-ben feljutott az első osztályba, az addigi szerény méretű létesítmény szűknek bizonyult. A 2006-ban elkezdett építkezés két évig tartott, és mintegy 25 millió euróba került; a tervezést a Dico şi Ţigănaş tervezőiroda végezte. A stadiont új lelátóval bővítették, alatta parkoló, új öltőzők, súlyzóterem, illetve a nemzetközi hivatalos személyek számára előirt helyiségek kaptak helyet. A bővítéssel a stadion 23 500 nézőnek biztosított helyet. A bővítés utáni első mérkőzés a Románia-Litvánia világbajnoki selejtező volt 2008. szeptember 6-án, amelyet 17 000 néző tekintett meg.
A 2008-as felújítás óta a stadion Constantin Rădulescunak, a klub korábbi játékosának, edzőjének és orvosának nevét viseli.